# Гал Коен Грумі
Гал Коен Грумі (нар. 22 квітня 2002) — ізраїльський плавець.
Учасник Олімпійських Ігор 2020 року, де в естафеті 4x200 метрів вільним стилем його збірна посіла 10-те місце і не потрапила до фіналу.